# Route nationale 406
Pour les articles homonymes, voir Route 406.
La route nationale 406 ou RN 406 est une route nationale française ayant connu trois tracés différents. Aujourd'hui, elle est une voie rapide entre l'A 86, au nord-est du carrefour Pompadour à Créteil, et l'entrée de la commune de Boissy-Saint-Léger dans le Val-de-Marne ; elle devrait être prolongée jusqu'au port de Bonneuil-sur-Marne.
À l'origine, la route nationale 406 reliait Étain à Esch-sur-Alzette au Luxembourg. Cette route a été déclassée en RD 906.
De la fin des années 1970 au début des années 1980, elle commençait à Sèvres et se terminait au Petit-Clamart. Cette route a été déclassée en RD 406.

## Histoire

### Premier tracé en Lorraine
La route nationale 406 est classée dans les années 1930 comme route d'Étain à Aumetz par Briey.
Cette route est entièrement déclassée par arrêtés interministériels des 28 septembre 1972, 20 décembre 1972 et 20 décembre 1972. La partie située dans la Moselle est déclassée avec effet au 1er octobre 1972. La partie située en Meurthe-et-Moselle est déclassée avec effet au 1er octobre 1972. La partie située dans la Meuse est déclassée avec effet au 1er février 1972. Elle deviendra la RD 906 dans les départements de la Meuse, de Meurthe-et-Moselle et de la Moselle. Elle est gérée par ces départements.

### Tracé dans les Hauts-de-Seine
À la fin des années 1970, un nouveau tracé de la route nationale 406 a été défini en reprenant la RN 306A entre Sèvres et le Petit-Clamart. Cette route a été déclassée en 1980 et devient la RD 406.

### Tracé dans le Val-de-Marne
Depuis les années 2000, la route nationale relie l'A86 au niveau du Parc interdépartemental des Sports (Créteil) à Bonneuil-sur-Marne.

## Dans le Val-de-Marne

### Gestion
La RN 406 est gérée par l'État par l'intermédiaire de la DIR Île-de-France.

### Tracé de Créteil à Boissy-Saint-Léger

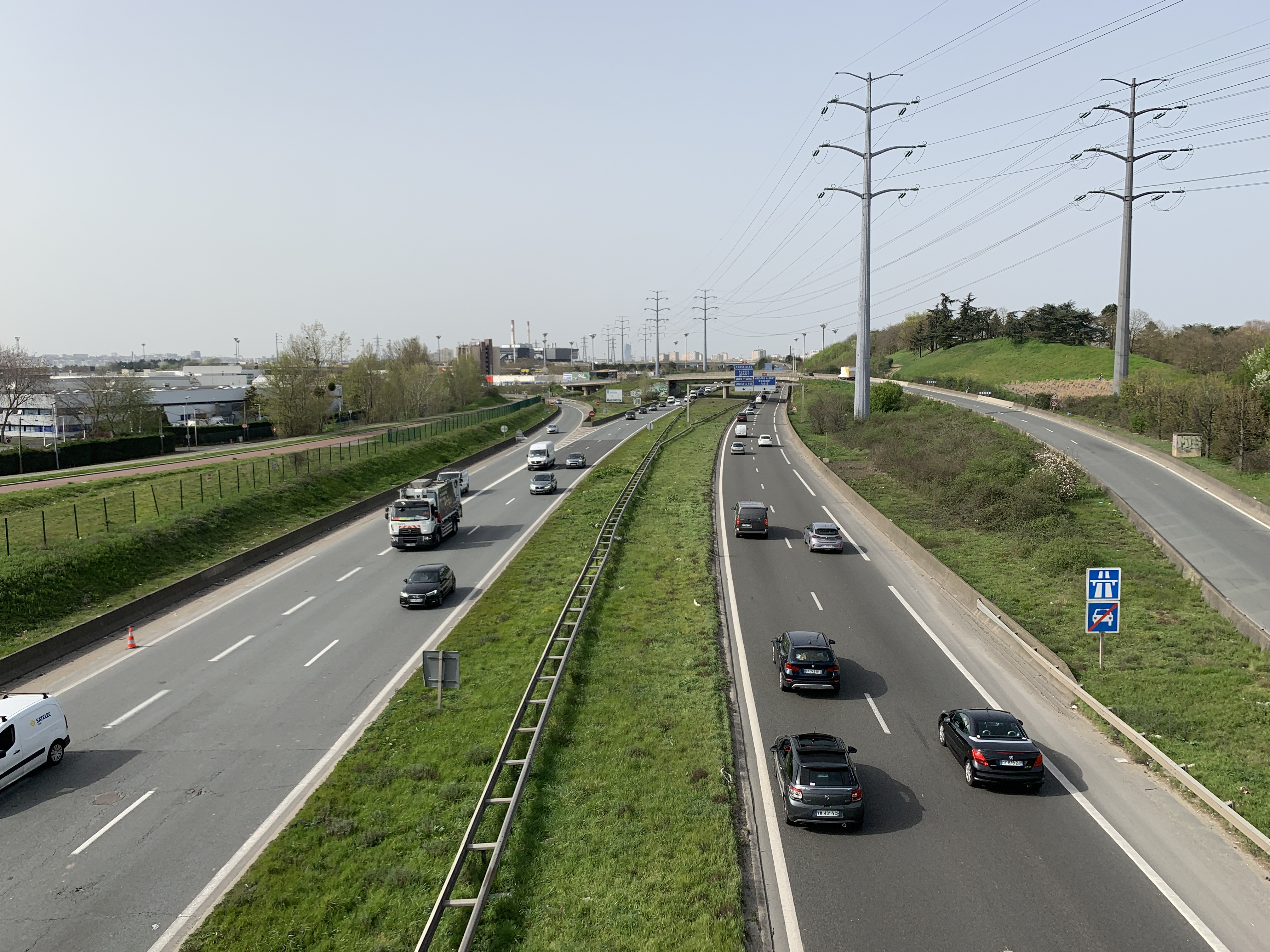
La voie près de l'A86.

- Échangeur entre A 86 et RN 406
- 1 (Valenton) à 1 km : villes desservies Valenton et Créteil
- 2.1 (Bonneuil) à 2 km : villes desservies Créteil, Bonneuil et Limeil-Brévannes (demi-échangeur)
- 2.2 (Limeil-Brévannes) à 4 km : ville desservie Bonneuil et Limeil-Brévannes (demi-échangeur)
- 3 (Boissy-Saint-Léger) à 5 km : ville desservie Boissy-Saint-Léger (trois-quarts échangeur)

### Prolongement au Port de Bonneuil
Un projet vise à relier le Port de Bonneuil avec un tronçon de 2 km. Ce prolongement désengorgerait la ville de Bonneuil-sur-Marne. Il faudrait pour cela franchir l'échangeur RN406/RN19, les voies SNCF de la Grande Ceinture et la voie ferrée du Port. Le Port de Bonneuil gagnerait deux entrées supplémentaires.
Selon la DIRIF les poids-lourds emprunterons donc cette RN 406 au lieu du centre-ville ce qui réduirait le nombre Poids-Lourds sur les RD 10, 60 et 130. .
Ce projet préviendrait des inondations, trois bassins de rétention des eaux seront construits.

### Lieux sensibles
La fin de la RN 406 au moment du passage à 2 x 1 voies. Engorgé toute la journée et plus particulièrement entre 17h et 19h. 

## Ancien tracé d'Étain à Aumetz D 906
- Étain (km 0)
- Rouvres-en-Woëvre (km 4)
- Fléville-Lixières (km 15)
- Lubey (km 18)
- Lantéfontaine (km 22)
- Briey (km 26)
- Trieux (km 36)
- Audun-le-Roman (km 42)
- Beuvillers (km 44)
- Aumetz (km 48)